# 普莱恩
普莱恩是德国莱茵兰-普法尔茨州的一个市镇。总面积7.22平方公里，总人口655人，其中男性320人，女性335人（2011年12月31日），人口密度91人/平方公里。